# Piotr Zaremba (podpułkownik)
Piotr Zaremba (ur. 15 października 1872, zm. 9 marca 1939 w Poznaniu) – podpułkownik piechoty Wojska Polskiego.

## Życiorys
15 lipca 1920 został zatwierdzony z dniem 1 kwietnia 1920 w stopniu majora, w piechocie, w grupie oficerów byłej armii generała Hallera. Pełnił służbę na stanowisku adiutanta przybocznego ministra spraw wojskowych. W tym czasie przysługiwał mu, obok stopnia wojskowego, tytuł „przydzielony do Sztabu Generalnego”. 1 czerwca 1921 pełnił służbę w Dowództwie Okręgu Generalnego Poznań, a jego oddziałem macierzystym był 57 Pułk Piechoty Wielkopolskiej. 3 maja 1922 został zweryfikowany w stopniu majora ze starszeństwem z 1 czerwca 1919 i 84. lokatą w korpusie oficerów piechoty. W latach 1923–1926 był przydzielony z 57 pp do Powiatowej Komendy Uzupełnień Poznań Powiat na stanowisko komendanta. 31 marca 1924 został mianowany podpułkownikiem ze starszeństwem z 1 lipca 1923 i 42. lokatą w korpusie oficerów piechoty.
Mieszkał w Poznaniu. W 1934, jako oficer stanu spoczynku pozostawał w ewidencji PKU Poznań Miasto. Posiadał przydział do Oficerskiej Kadry Okręgowej Nr VII. Był wówczas „w dyspozycji dowódcy Okręgu Korpusu Nr VII”.
Zmarł 9 marca 1939 w Poznaniu. Został pochowany na cmentarzu Jeżyckim w Poznaniu (kwatera L-48-36a).
Piotr Zaremba był dwukrotnie żonaty: z Marią Nowicką miał syna Jerzego (1896–1980), natomiast z drugą żoną – Jadwigą Nadiną von Herwarth (1879–1935), miał synów: Piotra (1910–1993) i Pawła (1915–1979).

## Ordery i odznaczenia
- Krzyż Walecznych (trzykrotnie)[11]